# San Zenone al Lambro
San Zenone al Lambro ist eine Gemeinde mit 4444 Einwohnern (Stand 31. Dezember 2023) in der Metropolitanstadt Mailand, Region Lombardei.
Die Nachbarorte von San Zenone al Lambro sind Vizzolo Predabissi, Tavazzano con Villavesco (LO), Cerro al Lambro, Sordio (LO), Lodi Vecchio (LO), Casaletto Lodigiano (LO) und Salerano sul Lambro (LO).

## Bevölkerungsentwicklung
San Zenone al Lambro zählt 1358 Privathaushalte. Zwischen 1991 und 2001 stieg die Einwohnerzahl von 2751 auf 3446. Dies entspricht einem prozentualen Zuwachs von 25,3 %.